# Baños de Rioja
Baños de Rioja tỉnh và cộng đồng tự trị La Rioja, phía bắc Tây Ban Nha. Đô thị này có diện tích là 9,23 ki-lô-mét vuông, dân số năm 2009 là 83 người với mật độ 8,99 người/km². Đô thị này có cự ly 52 km so với Logroño.